# Iolaus helius
Iolaus helius är en fjärilsart som beskrevs av Fabricius 1781. Iolaus helius ingår i släktet Iolaus och familjen juvelvingar. Inga underarter finns listade i Catalogue of Life.